# Lion City Sailors
Lion City Sailors FC là một câu lạc bộ bóng đá chuyên nghiệp của Singapore có trụ sở tại Bishan. Câu lạc bộ thi đấu tại Singapore Premier League , giải đấu hàng đầu của hệ thống giải bóng đá Singapore. Được thành lập vào năm 1945 với tên gọi là Police Sports Association, câu lạc bộ đã đổi tên thành Police FC vào mùa giải S.League đầu tiên năm 1996 trước khi đổi tên một lần nữa thành Home United vào năm 1997. Vào năm 2020, câu lạc bộ đã trở thành câu lạc bộ đầu tiên tại Singapore được tư nhân hóa khi đổi tên hiện tại.
Lion City Sailors thuộc sở hữu của Lý Tiểu Đông, người cũng sở hữu Sea Ltd, một tập đoàn công nghệ cũng sở hữu các công ty như Garena và Shopee. Câu lạc bộ với tầm nhìn riêng của mình đặt mục tiêu nâng cao tiêu chuẩn bóng đá tại Singapore và khẳng định mình là một cường quốc quốc tế. Câu lạc bộ đã ký hợp đồng với một số cầu thủ trong và ngoài nước nổi tiếng, phá vỡ kỷ lục chuyển nhượng của giải đấu nhiều lần trong quá trình này, cùng với việc sở hữu cơ sở đào tạo riêng tại MacPherson và tập trung vào phát triển cầu thủ trẻ. Họ đã giành được 4 danh hiệu vô địch, kỷ lục 8 Cúp Singapore và 3 Cúp trong lịch sử của họ.